# Xã Calumet, Quận Pike, Missouri
Xã Calumet (tiếng Anh: Calumet Township) là một xã thuộc quận Pike, tiểu bang Missouri, Hoa Kỳ. Năm 2010, dân số của xã này là 1.320 người.